# Ліліан Джексон Браун
Ліліан Джексон Браун (англ. Lilian Jackson Braun; 20 червня 1913 — 4 червня 2011) — американська письменниця, відома перш за все серією містико-фантастичних детективних книг «Кіт, що…».

## Біографія
Про Ліліан Браун відомо мало, оскільки письменниця не дуже полюбляла розкривати подробиці свого особистого життя. Відомо, що писати вона почала рано, публікуючи свої спортивні вірші у «Detroit News». Потім писала рекламні оголошення для багатьох Детройтських магазинів. Надалі тридцять років пропрацювала редактором одного з відділів у «Detroit Free Press», залишивши цю посаду 1978 року у зв'язку з виходом на пенсію.

## Творчість
У 1966—1968 роках випустила перші три повісті про репортера кримінальної хроніки Джима Квіллера і його сіамських кішок — кота Коко і кішці Юм-Юм. У 1966 році «The New York Times» назвала Ліліан Браун «новим детективом року». Однак через розбіжності з видавцями, які вимагали більш «кривавих» сцен, письменниця відмовилася писати і пауза тривала 18 років. Але після перерви серія детективів «Кіт, який…» досі має популярність в Америці та Європі.

### Серія «Кіт, який…»
1. 1966 — The Cat Who Could Read Backwards / Кіт, який умів читати задом наперед (Кіт, який читав справа наліво)
2. 1967 — The Cat Who Ate Danish Modern / Кіт, який грав в слова
3. 1968 — The Cat Who Turned on and Off / Кіт, який проходив крізь стіни
4. 1986 — The Cat Who Saw Red / Кіт, який звірів від червоного
5. 1987 — The Cat Who Played Brahms / Кіт, який любив Брамса
6. 1987 — The Cat Who Played Post Office / Кіт, який служив поштмейстером
7. 1988 — The Cat Who Knew Shakespeare / Кіт, який знав Шекспіра
8. 1988 — The Cat Who Sniffed Glue / Кіт, який нюхав клей
9. 1989 — The Cat Who Went Underground / Кіт, який гуляв під землею
10. 1990 — The Cat Who Talked to Ghosts / Кіт, який розмовляв з привидами
11. 1990 — The Cat Who Lived High / Кіт, який жив розкішно
12. 1991 — The Cat Who Knew A Cardinal / Кіт, який дружив з кардиналом
13. 1992 — The Cat Who Moved A Mountain / Кіт, який зрушив гору
14. 1992 — The Cat Who Was not There / Кіт, який там не був
15. 1993 — The Cat Who Went Into the Closet / Кіт, який гуляв по комірках
16. 1994 — The Cat Who Came to Breakfast / Кіт, який приїжджав до сніданку
17. 1995 — The Cat Who Blew the Whistle / Кіт, який сигналив
18. 1996 — The Cat Who Said Cheese / Кіт, який посміхався
19. 1997 — The Cat Who Tailed A Thief / Кіт, який вистежив злодія
20. 1998 — The Cat Who Sang for the Birds / Кіт, який співав для птахів
21. 1999 — The Cat Who Saw Stars / Кіт, який дивився на зірки
22. 2000 — The Cat Who Robbed A Bank / Кіт, який пограбував банк
23. 2001 — The Cat Who Smelled A Rat / Кіт, який побачив щура
24. 2002 — The Cat Who Went Up The Creek / Кіт, який плив вгору по струмку
25. 2003 — The Cat Who Brought Down The House / Кіт, який зірвав оплески
26. 2004 — The Cat Who Talked Turkey / Кіт, який балакав з індиками
27. 2004 — The Cat Who Went Bananas / Кіт, який звихнувся на бананах
28. 2006 — The Cat Who Dropped a Bombshell / Кіт, який скинув бомбу
29. 2007 — The Cat Who Had 60 Whiskers / Кіт, у якого було 60 вусиків
30. 2009 — The Cat Who Smelled Smoke[5] Кіт, який нюхав дим

### Збірки оповідань
- 1988 — The Cat Who Had 14 Tales / Кіт, який знав 14 історій
- 1999 — The Cat Who Put Four in a Box / Кіт, який поклав чотири в коробку (комплект з чотирьох книг в коробці: «The Cat Who Played Post Office / Кіт, який служив поштмейстером», «The Cat Who Knew Shakespeare / Кіт, який знав Шекспіра», «The Cat Who Sniffed Glue / Кіт, який нюхав клей» і «The Cat Who Had 14 Tales / Кіт, який знав 14 історій»)
- 2002 — Short & Tall Tales: Moose County Legends Collected by James Mackintosh Qwilleran (Qwilleran's Short and Tall Tales) / Були і небилиці
- 2003 — The Private Life of the Cat Who …: Tales of Koko and Yum Yum from the Journals of James MacKintosh Qwilleran / Приватне життя кота, який …: Розповіді про Коко і Юм- Юм з щоденника Джеймса Макінтоша Квіллера
- 2006 — Two Cats, Three Tales (omnibus) / Дві кішки — три казки (збірка з перших трьох романів автора)